# Warner Bros.
Warner Bros. Entertainment Inc. (comúnmente conocido como Warner Bros. o, abreviado, como WB o WBEI) es un estudio de cine y entretenimiento estadounidense con sede en el complejo Warner Bros. Studios en Burbank, California, y una subsidiaria de Warner Bros. Discovery (WBD). Fundada en 1923 por cuatro hermanos, Harry, Albert, Sam y Jack L. Warner, la compañía se estableció como líder en la industria cinematográfica estadounidense antes de diversificarse en la animación, la televisión y los videojuegos, y es uno de los principales "5 grandes" estudios de cine estadounidenses, además de ser miembro de la Motion Picture Association (MPA).
Fundada en 1923, tiene operaciones en cine, televisión y videojuegos y es uno de los principales estudios de cinematografía estadounidenses, así como miembro de la Motion Picture Association of America (MPAA).
Warner Bros. incluye varias compañías subsidiarias, entre ellas Warner Bros. Pictures, Warner Bros. Studios, Warner Bros. Games, The CW, Warner Bros. Animation, Warner Bros. Pictures Animation, Warner Bros. Games, New Line Cinema, Castle Rock Entertainment, Dark Castle Entertainment, DC Comics, los remanentes de Cartoon Network Studios y Williams Street. Bugs Bunny, un personaje de dibujos animados creado para la serie Looney Tunes, es la mascota oficial de la compañía.

## Historia
El nombre corporativo se debe a los cuatro fundadores, los hermanos Warner, Harry Warner (1881-1958), Albert Warner (1883-1967), Sam Warner (1887-1927) y Jack Warner (1892-1978), de ahí el nombre: Warner Brothers, que significa Hermanos Warner en español.
En 1903, Harry Warner, el menor de los cuatro hermanos, incursionó en el negocio del cine con una pequeña sala de cine para exhibir las películas en los pueblos mineros de Pensilvania y Ohio. Sus hermanos pronto se sumaron a este negocio y, junto a Harry, abrieron su primera sala llamada "The Cascade", en New Castle, Pensilvania. En 1904, fundaron la Warners Pittsburgh basado en la Duquesne Amusement & Supply Company (precursor de la Warner Bros. Pictures) para la distribución de películas. Unos años más tarde, esto les llevó a la distribución de películas a través de un área de cuatro estados.
En 1918, los hermanos Warner empezaron con la producción de películas, fundando su propio estudio en Sunset Boulevard en Hollywood. Sam y Jack Warner producían las películas, mientras que Harry y Albert Warner y su auditor, y ahora controlador Paul Ashley Chase manejan las finanzas y la distribución en Nueva York. En 1923, se incorporó formalmente como Warner Bros Pictures, Inc.
En los tiempos del cine mudo, contrataron un pianista para que tocara en vivo (mientras que el público veía las películas) en las funciones con una cortina musical. Hacia 1925, Sam Warner descubrió que podría ahorrarse el costo del músico mediante algún sistema para incorporar sonido a las películas. De esta idea nació Vitaphone que comenzó a experimentar con películas sonoras (aunque todavía no habladas).
Después de algunos proyectos Warner Bros. ya tenía experiencia en el campo del cine. Sin embargo lo que puso a Warner Bros. en el mapa de Hollywood fue un perro, Rin Tin Tin, traído desde Francia después de la Primera Guerra Mundial por un soldado estadounidense. Rinty fue tan popular que fue la estrella en 26 películas, comenzando con The Man from Hell's River en 1924. El estudio había prosperado, y en 1924 organizó un importante préstamo. Con este nuevo dinero Warner Bros. había comprado el pionero Vitagraph Company, que tenía un alcance nacional en cuanto al sistema de distribución. Warners también se sumaba a la carrera para comprar y construir teatros.
En 1927, el estudio estrenó El cantante de jazz (The Jazz Singer), la cual fue un éxito, fue la primera película hablada de éxito comercial que estableció el cine sonoro. Los hermanos Warner, no obstante, no pudieron asistir al estreno. Sam había fallecido un día antes, y los hermanos se encontraban en su funeral. A pesar de la pérdida, los hermanos siguieron expandiendo el negocio con la compra del estudio First National Pictures y las 250 salas de cine de la Stanley Company gracias a las ganancias de la película. Warner Bros. poco después se trasladó a la First National en Burbank.

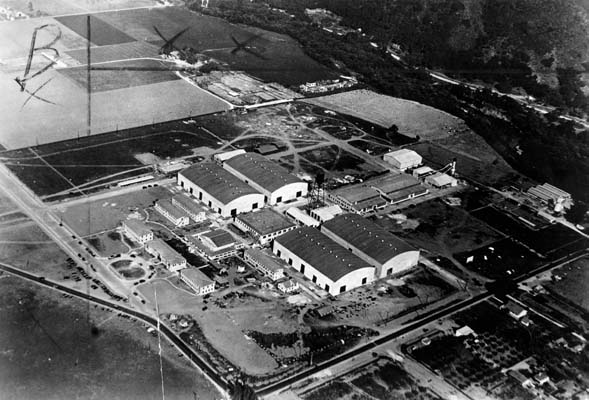
Los estudios de Warner Bros. en Burbank, California, en la década de 1920.

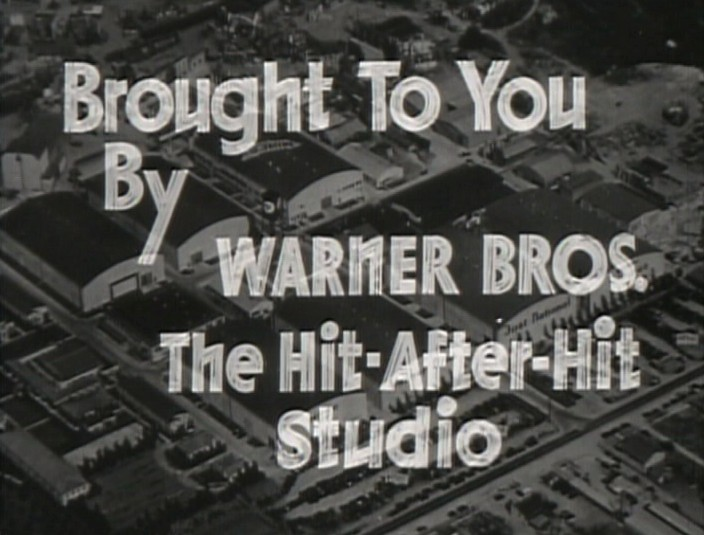
Imagen del estudio en el tráiler de la película El bosque petrificado (The Petrified Forest, 1936).

En 1929 se estrenó Gold Diggers de Broadway, que resultó ser la película más popular de ese año y siguió siendo tan popular que continuaría proyectándose en cines hasta 1939. El éxito de estas dos películas en color causó una revolución de colores. Warner Bros. publicó un gran número de películas en color 1929-1931. Las siguientes fueron totalmente en Technicolor: The Show of Shows (1929), Sally (1929), Bright Lights (1930), Golden Dawn (1930), Hold Everything (1930), Song of the Flame (1930), Song of the West (1930), The Life of the Party (1930), Sweet Kitty Bellairs (1930), Under A Texas Moon (1930), The Bride of the Regiment (1930), Viennese Nights (1931), Woman Hungry (1931), Kiss Me Again (1931), Fifty Million Frenchmen (1931), Manhattan Parade (1932).
En 1931, el país había acabado cansándose de los musicales, por lo que Warner Bros. se vio obligada a reducir el número de muchas de las producciones y publicidad. El público había comenzado a asociarse con musicales en color y, por tanto, las películas de este estudio comenzaron a abandonarlo. Warner Bros. tenía un contrato con el Technicolor para producir dos películas más con este método. Como resultado de ello, las primeras películas de misterio en color fueron producidas y estrenadas por el estudio: Doctor X (1932) y Misterio en el Museo de Cera (1933). En 1933, Warner Bros., sin embargo, produjo una película musical que la salvó de la quiebra, La calle 42.

### Periodo realista
Con el colapso del mercado de los musicales, Warner Bros, en los años 1930, incursionó en las películas de mafiosos y obras épicas como Robin Hood al tiempo que diversificaba su portafolio con la adquisición de la discográfica Brunswick Records (luego se cambió a Warner Records) por 28 millones de dólares.
Warner Bros. enfrentó múltiples dificultades. En 1956, Albert y Harry dejaron el negocio. Jack continuó al frente de la empresa hasta 1967, cuando vendió su parte a Seven Arts Productions. Tras una reestructuración, la empresa siguió produciendo éxitos basándose, como siempre, en una estricta política de selección de talentos.

### Presente

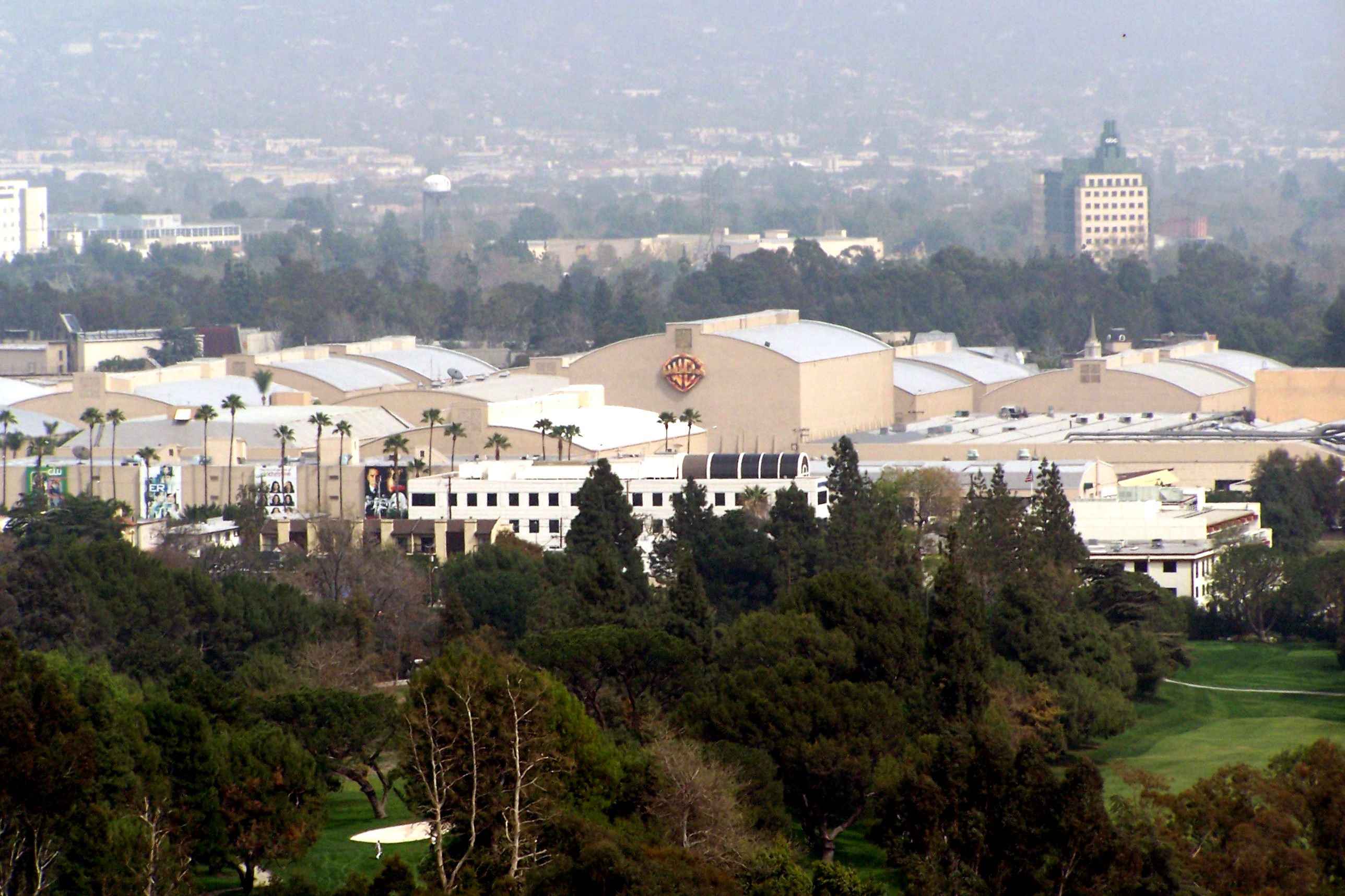
Vista panorámica del estudio.

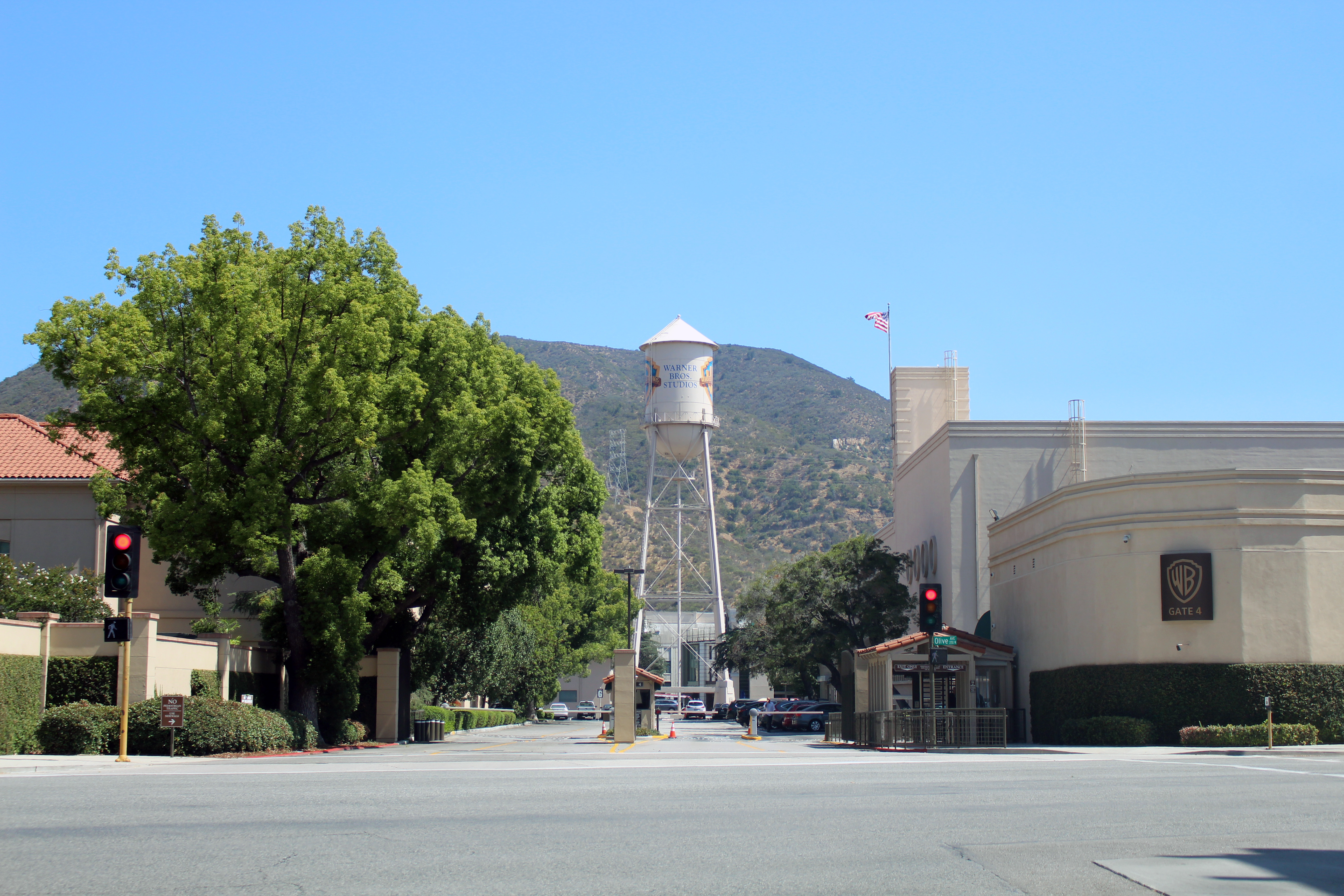
Entrada 4 de la Warner Bros. Studios

A finales de la década de 1990, obtuvo los derechos de las novelas de J. K. Rowling sobre su personaje, Harry Potter, y se estrenó un largometraje, siendo una adaptación la primera novela en 2001 (Harry Potter y la piedra filosofal), la segunda en 2002 (Harry Potter y la cámara secreta), la tercera en 2004 (Harry Potter y el prisionero de Azkaban), la cuarta novela en 2005 (Harry Potter y el cáliz de fuego), la quinta historia en 2007 (Harry Potter y la Orden del Fénix), la sexta en 2009 (Harry Potter y el misterio del príncipe), y la séptima novela que se dividió en dos partes, la primera en 2010 y la segunda en 2011 (Harry Potter y las reliquias de la Muerte: parte 1 y Harry Potter y las reliquias de la Muerte: parte 2).
A través de los años, Warner Bros. ha tenido la cooperación (distribución y/o coproducción) de un número de pequeñas empresas. Estas alianzas incluyen, pero no se limitan, a Amblin Entertainment, Morgan Creek Productions; Regency Enterprises; Village Roadshow Pictures; Legendary Pictures; Silver Pictures, la cual incluye a la productora Dark Castle Entertainment; The Ladd Company, The Geffen Film Company y Castle Rock Entertainment.
El 4 de enero de 2008, Warner Bros. anunció que cambiaría el formato HD DVD por el Blu-ray Disc, dado el fracaso de Toshiba por liderar el mercado de formatos. Aun así, el estudio siguió produciendo DVD hasta mayo del año 2008 (cuando su contrato con el grupo HD-DVD terminó).
La serie de películas de Harry Potter de Warner Bros. fue la serie de películas más taquillera de todos los tiempos sin tener en cuenta la inflación. Su serie de películas de Batman fue una de las dos únicas series en las que dos de sus películas recaudaron más de mil millones de dólares en todo el mundo. Harry Potter y las reliquias de la Muerte: parte 2 fue la película más taquillera de Warner Bros. (superando a The Dark Knight).Sin embargo, las películas de Harry Potter han producido una pérdida neta debido a la contabilidad de Hollywood.IMAX Corp. firmó con Warner Bros. Pictures en abril de 2010 para lanzar hasta 20 películas en formato gigante hasta 2013.
El 6 de febrero de 2014, Columbia TriStar Warner Filmes de Portugal Ltda., una empresa conjunta con Sony Pictures que distribuía las películas de ambas compañías en Portugal, anunció que cerraría sus puertas el 31 de marzo de 2014. NOS Audiovisuais ahora maneja la distribución de películas de Warner Bros. en Portugal desde entonces.
El 21 de octubre de 2014 Warner Bros. creó una unidad digital de formato corto, Blue Ribbon Content, bajo Warner Bros. Animation y el presidente de Warner Digital Series, Sam Register. A partir de 2015, Warner Bros. es uno de los tres estudios que ha lanzado un par de películas de miles de millones de dólares en el mismo año (junto con Walt Disney Studios Motion Pictures y Universal Studios); La distinción se logró en 2012 con The Dark Knight Rises y El hobbit: un viaje inesperado. A partir de 2016, es el único estudio que cruza los mil millones de dólares en la taquilla nacional cada año desde 2000.
El 12 de octubre de 2016, fuentes dijeron a los sitios de medios que Warner Bros. se estaba acercando a un acuerdo para adquirir Machinima, Inc. y sus propiedades de marca. La noticia se confirmó cuando el 17 de noviembre de 2016 Warner Bros. compró Machinima por 100 millones de dólares y operó junto a una parte de propiedad total del grupo Warner Bros., albergando los negocios digitales y over-the-top del estudio.

#### Filial de AT&T
En junio de 2018, la empresa matriz de Warner Bros. Time Warner fue adquirida por la compañía de telecomunicaciones de Estados Unidos AT&T, y pasó a llamarse WarnerMedia. El 16 de octubre de 2018, WarnerMedia cerró DramaFever, afectando al 20 por ciento del personal de redes digitales de Warner Bros.
El 4 de marzo de 2019, WarnerMedia anunció una reorganización planificada que disolvería Turner Broadcasting System, al mover Cartoon Network, Adult Swim, Boomerang, sus respectivos estudios de producción (Cartoon Network Studios y Williams Street), así como Turner Classic Movies y Otter Media, directamente bajo Warner Bros. (los servicios de televisión restantes de Turner se dividirían en WarnerMedia Entertainment y WarnerMedia News & Sports respectivamente). Además de TCM y Otter Media, estos activos operarían bajo una nueva división de Global Kids & Young Adults.
El 13 de noviembre de 2019, Warner Bros. dio a conocer una iteración actualizada de su logotipo de escudo diseñado por Pentagram. Mantiene la misma forma básica, pero con una apariencia simplificada diseñada para que sea más adecuada para el uso multiplataforma y las iteraciones. La compañía también encargó una nueva clasificación tipográfica que se basa en las letras históricas de WB, el logo debutó a principios de 2020.
Warner Bros. y HBO Max anunciaron el 5 de febrero de 2020 el sello cinematográfico Warner Max, que produciría de ocho a diez películas de presupuesto medio por año para el servicio de streaming a partir de 2020.Sin embargo, el sello finalmente se suspendió en octubre de 2020 como parte de una reestructuración del Warner Bros. Pictures Group.
En febrero de 2022, Village Roadshow Pictures, cofinanciadora de The Matrix Resurrections, inició una demanda contra Warner Bros. por el estreno híbrido de la secuela de ciencia ficción. Como todas las películas de Warner Bros. de 2021, la cuarta película de Matrix se estrenó simultáneamente en HBO Max y en los cines debido a la pandemia de COVID-19. Según una denuncia presentada por Village Roadshow, la decisión arruinó las esperanzas de taquilla de diciembre.En mayo de ese mismo año, Village Roadshow acordó un arbitraje con Warner Bros. sobre el lanzamiento de The Matrix Resurrections.

#### Warner Bros. Discovery
El 8 de abril de 2022, AT&T vendió WarnerMedia a sus accionistas y, a su vez, se fusionó con Discovery Inc. para formar Warner Bros. Discovery. La nueva empresa está dirigida por el director ejecutivo de Discovery, David Zaslav.
En marzo de 2022, Warner Bros. inició suavemente una campaña para celebrar su centenario en 2023, con el lema "100 años de contar historias". En diciembre de 2022, se lanzó la campaña del centenario con el nuevo lema "Celebrando cada historia", que incluiría iniciativas conmemorativas en todas las divisiones y propiedades de Warner Bros. La campaña utiliza un logotipo conmemorativo que presenta un escudo actualizado de Chermayeff & Geismar & Haviv (introducido por primera vez en el logotipo de Warner Bros. Discovery), que fue rediseñado con una apariencia más suave, contornos más gruesos y un regreso al uso del azul y el dorado como colores corporativos (si no se representan en diferentes colores o texturas para adaptarse a una propiedad específica). El escudo actualizado se utiliza como logotipo secundario y se usa simultáneamente con el logotipo de 2019 (que es el logotipo principal y primario) desde mayo de 2023.Como parte de la campaña del centenario, el estudio lanzaría nuevos cortometrajes para el servicio de streaming Max que recrean los clásicos de Warner Bros. con un enfoque en la diversidad.En noviembre de 2022, James Gunn y Peter Safran se convirtieron en copresidentes y directores ejecutivos de DC Films, que después pasó a llamarse "DC Studios". El estudio también se convirtió en una división independiente de Warner Bros.

## Unidades de la compañía

Logotipo primario utilizado en muchas divisiones de Warner Bros., como Warner Bros. International Television Production, el cual se usó desde 2019 hasta 2023.

Warner Bros. Entertainment opera tres segmentos comerciales principales que denomina "divisiones": Motion Picture Group, Television y otros activos de entretenimiento (que incluyen redes digitales, tecnología, salas de cine en vivo e instalaciones de estudio).
Motion Pictures incluye las unidades comerciales principales de la empresa, como Warner Bros. Pictures, New Line Cinema, DC Studios y Castle Rock Entertainment.
| Motion Picture Group | Television Group | Entertainment |
| --- | --- | --- |
| - Warner Bros. Pictures - New Line Cinema - DC Studios - Warner Bros. Pictures Animation - Castle Rock Entertainment - Spyglass Media Group (participación minoritaria) - Flagship Entertainment Group (49%) | - Warner Bros. Television Studios - The CW (12.5%) - Alloy Entertainment - Telepictures - A Very Good Production - Cartoon Network Studios - Warner Bros. Animation - Williams Street - Warner Horizon Unscripted Television - Shed Media - WBTVS International & Formats - Hanna Barbera Studios Europe - CN LA Original Productions | - Warner Bros. Theatre Ventures - Warner Bros. Studio Facilities - Warner Bros. Digital Networks - Fandango Media (30%) - WaterTower Music - TCM Library - Turner Entertainment - Wolper Organization |

## Junta ejecutiva
Presidente de la junta directiva
- Robert A. Daly (1980–1999)
- Barry Meyer (1999–2013)
- Kevin Tsujihara (2013–2019)
- Ann Sarnoff (2019–2022)

Vicepresidente de la junta directiva
- Edward A. Romano (1994–2016)

Presidentes
- Terry Semel (1994–1999)

Directores ejecutivos
- Robert A. Daly (1980–1999)
- Barry Meyer (1999–2013)
- Kevin Tsujihara (2013–2019)
- Ann Sarnoff (2019–2022)

Jefes de operaciones
- Terry Semel (1982–1994)
- Barry Meyer (1994–1999)

## Películas

### Películas de Warner Bros con mayor recaudación mundial
| Pos. | Título                                             | Año  | Presupuesto  | Recaudación mundial | Director               | Estudio(s)      | Fuente |
| ---- | -------------------------------------------------- | ---- | ------------ | ------------------- | ---------------------- | --------------- | ------ |
| 1    | Barbie                                             | 2023 | $145 000 000 | $1,447,038,421      | Greta Gerwig           | Warner Bros     | [ 48 ] |
| 2    | Harry Potter y las reliquias de la Muerte: parte 2 | 2011 | $250 000 000 | $1,342,505,340      | David Yates            | Warner Bros     | [ 49 ] |
| 3    | El Señor de los Anillos: el retorno del Rey        | 2003 | $94 000 000  | $1,152,870,721      | Peter Jackson          | New Line Cinema | [ 50 ] |
| 4    | Aquaman                                            | 2018 | $160 000 000 | $1,152,028,393      | James Wan              | Warner Bros     | [ 51 ] |
| 5    | Batman: El Caballero de la Noche Asciende          | 2012 | $230 000 000 | $1,114,976,407      | Christopher Nolan      | Warner Bros     | [ 52 ] |
| 6    | Joker                                              | 2019 | $55 000 000  | $1,078,958,629      | Todd Phillips          | Warner Bros     | [ 53 ] |
| 7    | Harry Potter y las reliquias de la Muerte: parte 1 | 2010 | $250 000 000 | $1,043,795,789      | David Yates            | Warner Bros     | [ 54 ] |
| 8    | Harry Potter y la piedra filosofal                 | 2001 | $125 000 000 | $1,028,492,855      | Chris Columbus         | Warner Bros     | [ 55 ] |
| 9    | El hobbit: un viaje inesperado                     | 2012 | $315 000 000 | $1,017,107,150      | Peter Jackson          | Warner Bros     | [ 56 ] |
| 10   | Batman: El Caballero de la Noche                   | 2008 | $185 000 000 | $1,012,558,979      | Christopher Nolan      | Warner Bros     | [ 57 ] |
| 11   | El hobbit: la batalla de los Cinco Ejércitos       | 2014 | $250 000 000 | $962,253,946        | Peter Jackson          | Warner Bros     | [ 58 ] |
| 12   | El hobbit: la desolación de Smaug                  | 2013 | $225 000 000 | $959,079,095        | Peter Jackson          | Warner Bros     | [ 59 ] |
| 13   | Una película de Minecraft                          | 2025 | $150 000 000 | $955,149,195        | Jared Hess             | Warner Bros     | [ 60 ] |
| 14   | Harry Potter y la Orden del Fénix                  | 2007 | $150 000 000 | $939,288,806        | David Yates            | Warner Bros     | [ 61 ] |
| 15   | El Señor de los Anillos: las dos torres            | 2002 | $94 000 000  | $938,532,865        | Peter Jackson          | New Line Cinema | [ 62 ] |
| 16   | Harry Potter y el misterio del príncipe            | 2009 | $250 000 000 | $934,770,304        | David Yates            | Warner Bros     | [ 63 ] |
| 17   | Harry Potter y el Cáliz de Fuego                   | 2005 | $150 000 000 | $897,468,207        | Mike Newell            | Warner Bros     | [ 64 ] |
| 18   | El Señor de los Anillos: la Comunidad del Anillo   | 2001 | $93 000 000  | $888,483,037        | Peter Jackson          | New Line Cinema | [ 65 ] |
| 19   | Harry Potter y la Cámara de los Secretos           | 2002 | $100 000 000 | $882,767,796        | Chris Columbus         | Warner Bros     | [ 66 ] |
| 20   | Batman vs Superman: El origen de la justicia       | 2016 | $250 000 000 | $874,360,194        | Zack Snyder            | Warner Bros     | [ 67 ] |
| 21   | El Origen                                          | 2010 | $160 000 000 | $839,030,630        | Christopher Nolan      | Warner Bros     | [ 68 ] |
| 22   | Mujer Maravilla                                    | 2017 | $149 000 000 | $823,970,682        | Patty Jenkins          | Warner Bros     | [ 69 ] |
| 23   | Animales Fantásticos y dónde encontrarlos          | 2016 | $180 000 000 | $816,037,575        | David Yates            | Warner Bros     | [ 70 ] |
| 24   | Harry Potter y el prisionero de Azkaban            | 2004 | $130 000 000 | $808,481,128        | Alfonso Cuarón         | Warner Bros     | [ 71 ] |
| 25   | Batman                                             | 2022 | $200 000 000 | $772,319,315        | Matt Reeves            | Warner Bros     | [ 72 ] |
| 26   | Interestelar                                       | 2014 | $165 000 000 | $758,614,115        | Christopher Nolan      | Warner Bros     |        |
| 27   | Escuadrón Suicida                                  | 2016 | $175 000 000 | $749,200,054        | David Ayer             | Warner Bros     | [ 73 ] |
| 28   | Matrix: Recargado                                  | 2003 | $150 000 000 | $741,847,937        | Lana y Lilly Wachowski | Warner Bros     | [ 74 ] |
| 29   | Gravedad                                           | 2013 | $100 000 000 | $723,719,539        | Alfonso Cuarón         | Warner Bros     | [ 75 ] |
| 30   | Dune: Part Two                                     | 2024 | $190 000 000 | $714,844,358        | Denis Villeneuve       | Warner Bros     | [ 76 ] |

### Películas de Warner Bros con mayor recaudación en Estados Unidos
| Pos. | Título                                             | Año  | Presupuesto  | Recaudación (EE. UU.) | Director               | Estudio(s)      | Fuente |
| ---- | -------------------------------------------------- | ---- | ------------ | --------------------- | ---------------------- | --------------- | ------ |
| 1    | Barbie                                             | 2023 | $145 000 000 | $636,238,421          | Greta Gerwig           | Warner Bros     | [ 48 ] |
| 2    | The Dark Knight                                    | 2008 | $185 000 000 | $534,987,076          | Christopher Nolan      | Warner Bros     | [ 57 ] |
| 3    | The Dark Knight Rises                              | 2012 | $230 000 000 | $448,149,584          | Christopher Nolan      | Warner Bros     | [ 52 ] |
| 4    | Una película de Minecraft                          | 2025 | $150 000 000 | $423,949,195          | Jared Hess             | Warner Bros     | [ 60 ] |
| 5    | Mujer Maravilla                                    | 2017 | $149 000 000 | $412,845,172          | Patty Jenkins          | Warner Bros     | [ 69 ] |
| 6    | Harry Potter y las reliquias de la Muerte: parte 2 | 2011 | $250 000 000 | $381,447,587          | David Yates            | Warner Bros     | [ 49 ] |
| 7    | El Señor de los Anillos: el retorno del Rey        | 2003 | $94 000 000  | $381,351,207          | Peter Jackson          | New Line Cinema | [ 50 ] |
| 8    | Batman                                             | 2022 | $200 000 000 | $369,345,583          | Matt Reeves            | Warner Bros     | [ 72 ] |
| 9    | Francotirador                                      | 2014 | $58 800 000  | $350,159,020          | Clint Eastwood         | Warner Bros     | [ 77 ] |
| 10   | El Señor de los Anillos: las dos torres            | 2002 | $94 000 000  | $345,518,923          | Peter Jackson          | New Line Cinema | [ 62 ] |
| 11   | Superman                                           | 2025 | $225 000 000 | $341,490,470          | James Gunn             | DC Studios      | [ 78 ] |
| 12   | Joker                                              | 2019 | $ 55 000 000 | $335,477,657          | Todd Phillips          | Warner Bros     | [ 53 ] |
| 13   | Aquaman                                            | 2018 | $160 000 000 | $335,104,314          | James Wan              | Warner Bros     | [ 79 ] |
| 14   | Batman vs Superman: El origen de la justicia       | 2016 | $250 000 000 | $330,360,194          | Zack Snyder            | Warner Bros     | [ 67 ] |
| 15   | Eso (It)                                           | 2017 | $35 000 000  | $328,874,981          | Andy Muschietti        | Warner Bros     | [ 60 ] |
| 16   | Escuadrón Suicida                                  | 2016 | $175 000 000 | $325,100,054          | David Ayer             | Warner Bros     | [ 73 ] |
| 17   | Harry Potter y la piedra filosofal                 | 2001 | $125 000 000 | $318,886,962          | Chris Columbus         | Warner Bros     | [ 55 ] |
| 18   | El Señor de los Anillos: la Comunidad del Anillo   | 2001 | $ 93 000 000 | $316,115,420          | Peter Jackson          | New Line Cinema | [ 65 ] |
| 19   | El hobbit: un viaje inesperado                     | 2012 | $315 000 000 | $303,030,651          | Peter Jackson          | Warner Bros     | [ 56 ] |
| 20   | Harry Potter y el misterio del príncipe            | 2009 | $250 000 000 | $302,334,374          | David Yates            | Warner Bros     | [ 10 ] |
| 21   | Harry Potter y las reliquias de la Muerte: parte 1 | 2010 | $250 000 000 | $296,374,621          | David Yates            | Warner Bros     | [ 54 ] |
| 22   | Beetlejuice Beetlejuice                            | 2024 | $120 000 000 | $294,100,435          | Tim Burton             | Warner Bros     | [ 80 ] |
| 23   | El Origen                                          | 2010 | $160 000 000 | $292,587,330          | Christopher Nolan      | Warner Bros     | [ 68 ] |
| 24   | Harry Potter y la Orden del Fénix                  | 2007 | $150 000 000 | $292,382,727          | David Yates            | Warner Bros     | [ 61 ] |
| 25   | El Hombre de Acero                                 | 2013 | $225 000 000 | $291,045,518          | Zack Snyder            | Warner Bros     | [ 76 ] |
| 26   | Harry Potter y el Cáliz de Fuego                   | 2005 | $150 000 000 | $290,469,928          | Mike Newell            | Warner Bros     | [ 64 ] |
| 27   | Dune: Part Two                                     | 2024 | $190 000 000 | $282,144,358          | Denis Villeneuve       | Warner Bros     | [ 81 ] |
| 28   | Matrix: Recargado                                  | 2003 | $150 000 000 | $281,576,461          | Lana y Lilly Wachowski | Warner Bros     | [ 74 ] |
| 29   | Sinners                                            | 2025 | $90 000 000  | $278,578,513          | Ryan Coogler           | Warner Bros     | [ 82 ] |
| 30   | ¿Y qué paso ayer?                                  | 2009 | $ 35 000 000 | $277,339,746          | Todd Phillips          | Warner Bros     | [ 83 ] |

### Películas con mejores fines de semana debut en la taquilla (Estados Unidos)
Ingresos del primer fin de semana debut (abarcando de viernes al domingo).
| Pos. | Título                                            | Año  | Ingreso total (USD) | Ingreso del viernes (USD) | Ingreso del sábado (USD | Ingreso del domingo (USD) |
| ---- | ------------------------------------------------- | ---- | ------------------- | ------------------------- | ----------------------- | ------------------------- |
| 1    | Harry Potter y la Reliquias de la Muerte: Parte 2 | 2011 | $169,189,427        | $91,071,119               | $42,414,346             | $35,703,962               |
| 2    | Batman vs Superman: El origen de la justicia      | 2016 | $166,007,347        | $81,558,505               | $50,657,088             | $33,791,754               |
| 3    | Una película de Minecraft                         | 2025 | $162,753,003        | $57,113,324               | $59,409,839             | $46,229,840               |
| 4    | Barbie                                            | 2023 | $162,022,044        | $70,503,178               | $47,812,356             | $43,706,510               |
| 5    | Batman: El Caballero de la Noche asciende         | 2012 | $160,887,295        | $75,754,897               | $44,931,966             | $40,200,432               |
| 6    | Batman: El Caballero de la Noche                  | 2008 | $158,411,483        | $67,165,092               | $47,650,240             | $43,596,151               |
| 7    | Batman                                            | 2022 | $134,008,624        | $56,608,349               | $43,262,039             | $34,138,236               |
| 8    | Escuadrón Suicida                                 | 2016 | $133,682,248        | $64,893,248               | $38,578,832             | $30,210,168               |
| 9    | Superman                                          | 2025 | $125,021,735        | $56,109,755               | $37,606,538             | $31,305,442               |
| 10   | Harry Potter y la Reliquias de la Muerte: Parte 1 | 2010 | $125,017,372        | $61,684,550               | $38,226,254             | $25,106,568               |
| 11   | It (Eso)                                          | 2017 | $123,403,419        | $50,425,786               | $44,986,221             | $27,991,412               |
| 12   | El Hombre de Acero                                | 2013 | $116,619,362        | $44,013,367               | $36,315,318             | $36,290,677               |
| 13   | Beetlejuice Beetlejuice                           | 2024 | $111,003,345        | $41,815,736               | $41,804,322             | $27,383,287               |
| 14   | Mujer Maravilla                                   | 2017 | $103,251,471        | $38,247,254               | $35,253,398             | $29,750,819               |
| 15   | Harry Potter y el Cáliz de Fuego                  | 2005 | $102,685,961        | $40,118,363               | $36,719,135             | $25,848,463               |
| 16   | Guasón                                            | 2019 | $96,202,337         | $39,350,693               | $32,476,803             | $24,374,841               |
| 17   | Liga de la Justicia                               | 2017 | $93,842,239         | $38,471,202               | $32,680,117             | $22,690,920               |
| 18   | Harry Potter y el prisionero de Azkaban           | 2004 | $93,687,367         | $38,268,295               | $31,493,867             | $23,925,205               |
| 19   | Godzilla                                          | 2014 | $93,188,384         | $38,410,607               | $32,160,363             | $22,617,414               |
| 20   | Matrix Recargado                                  | 2003 | $91,774,413         | $31,330,393               | $34,389,237             | $26,054,783               |

### Franquicias, sagas y universos cinematográficos
Warner Bros. es una de las productoras de cine que ha creado y es propietario de algunas de las franquicias y sagas más exitosas y populares de la historia:
- ''Batman 90's'' (tetralogía): Batman de 1989 fue la primera adaptación del personaje a una película blockbuster de alto presupuesto bajo la dirección de Tim Burton, un éxito que repercutira en el subgénero de los superhéroes para años posteriores y que desencadenaría toda una saga a lo largo de los años 90 donde Batman tendría que salvar a Ciudad Gótica de villanos como Joker, El Pingüino, El Acertijo, Dos Caras, Bane, Hiedra Venenosa y Señor Frío. Las primeras dos películas estarían dirigidas por Tim Burton y protagonizadas por Michael Keaton, para las últimas dos entregas Joel Schumacher reemplazaría a Burton en la silla de director, Val Kilmer protagonizaría la tercera película y George Clooney la cuarta. La saga está conformada por Batman (1989), Batman Returns (1992), Batman Forever (1995) y Batman & Robin (1997).
- ''The Dark Knight'' (trilogía): En una reinterpretación distinta de Batman a la que nos dio Tim Burton en los años 90, Christopher Nolan nos da un visión más realista del personaje donde más que ver la lucha del héroe contra sus villanos tendrá que enfrentarse a dilemas éticos y morales en su camino por convertirse en un símbolo de salvación para Ciudad Gótica mientras se encara contra antagonistas como El Espantapájaros, Ra's al Ghul, Joker, Dos Caras, Bane, Talia al Ghul y otros obstáculos como mercenarios, traficantes, mafiosos, el tema del miedo o asuntos sociopolíticos. La Trilogía está conformada por las películas Batman Begins (2005), The Dark Knight (2008) y The Dark Knight Rises (2012).
- Superman (saga): Superman el superhéroe más icónico de todos los tiempos a quien vimos en películas por varios años en sus heroicas aventuras por detener el cimen. Comenzando con el clásico Superman: The Movie (1978) dirigida por Richard Donner y protagonizadas por el legendario Christopher Reeve, la serie continuo con Superman II (1980), seguidas de Superman III (1983) y Superman IV: The Quest For Peace (1987). La saga regreso con Superman Returns (2006) pero esta última entrega terminó fracasando llevando a la franquicia a un reinicio total.
- Matrix (tetralogía): Un futuro en donde las máquinas esclavizan a la mayoría de los humanos a quienes tienen en un mundo cibernético que representa el final del siglo XX llamado Matrix, las máquinas usan a los humanos como fuente de energía, algunos humanos que escaparon se encuentran luchando contra Matrix clandestinamente, pero ellos creen que existe un elegido que los salvara y al final de la primera película se descubre que el personaje Neo es el elegido que salvara a todos de las máquinas. La saga está conformada por las películas The Matrix (1999), The Matrix Reloaded (2003), The Matrix Revolutions (2003) y The Matrix Resurrections (2021).
- El hobbit (trilogía): Precuelas a su predecesora El Señor de los Anillos. Está basada en la novela de alta fantasía El hobbit, escrita por J. R. R. Tolkien, en la que Bilbo Bolsón, un hobbit de la Comarca tendrá que matar al dragón Smaug, que deberá ir con la compañía de Thorin escudo de Roble y su fiel mago Gandalf. La trilogía está dividida en El hobbit: un viaje inesperado (2012), El hobbit: la desolación de Smaug (2013) y El hobbit: la batalla de los Cinco Ejércitos (2014).

- Universo extendido de DC (Universo cinematográfica): Es el universo basado en los superhéroes de DC cómics. Iniciado en el 2013 con la película de El hombre de acero, un reinicio para Superman y el inicio de este Universo. Continuó con Batman v Superman: Dawn of Justice, ambas dirigidas por Zack Snyder, director de Watchmen. En un inicio fue el propio Snyder el que desarrollaría este universo pero debido a la mala recepción de la crítica en las primeras películas, fue reemplazado por el escritor de cómics y Presidente de DC Geoff Johns y el productor Walter Hamada, un productor de confianza y con mejor organización. Ambos ahora son las principales cabezas de DC Films. Las películas estrenadas son: El hombre de acero en el 2013, Batman v Superman: Dawn of Justice y Suicide Squad en el 2016, Wonder Woman y Justice League en el 2017, Aquaman en el 2018, Shazam! en el 2019, Birds of Prey y Wonder Woman 1984 en el 2020, en el 2021 The Suicide Squad, a principios de 2022 se estrenó Peacemaker primer producto del UEDC en formato de serie que fue transmitida y está disponible en HBO Max, próximamente Black Adam en el 2022 y ¡Shazam! La furia de los dioses, The Flash, Blue Beetle y Aquaman y el Reino Perdido en el 2023. Todas las películas son producidas por DC Films, la división de películas dentro de DC Entertainment, también participan otras productoras como Rat-pac Entertainment.
- DCU (Universo Cinematográfico): Desprendido del viejo DCEU a modo de soft-reboot del universo basado en los personajes de DC Comics a cargo de la división DC Studios al mando de James Gunn y Peter Safran que trae a algunos personajes de regreso (The Suicide Squad, Peacemaker), recasteando otros y trayendo nuevos. La historia comienza con Superman (2025).

- The Conjuring Universe (Universo cinematográfico): Basadas en los expedientes de Ed y Lorraine Warren, narran varios de estos casos paranormales por actividades demoniacas a los que tuvieron que enfrentarse la pareja de los Warren. El universo fue creado principalmente gracias al trabajo de James Wan, quien dirigió las primeras dos entregas y se ha mantenido como productor durante el resto de la saga. La franquicia se centraliza en la saga The Conjuring conformada por The Conjuring (2013), The Conjuring 2 (2016) y The Conjuring: The Devil Made Me Do It (2021) y a partir de ahí se desencadenaron varias películas derivadas como Annabelle (2014), Annabelle: Creation (2017), La monja (2018), Annabelle Comes Home (2019) y La monja II (2023). Todas las películas son coproducidas con New Line Cinema.

- MonsterVerse (Universo cinematográfico): Siendo un reboot a la franquicia de Godzilla nace un universo que trae a los Kaijus más populares propiedad de Tōhō en colaboración con Warner junto al icónico King Kong donde estos gigantescos monstruos pelearán entre ellos por su supervivencia, mientras que la corporación Monarch se encargará de monitorear e intentar controlar a estos titanes. La sucesión de películas comienza con Godzilla (2014) y continúa con Kong: La Isla Calavera (2017), Godzilla 2: Rey de los monstruos (2019), Godzilla vs Kong (2021) y Godzilla x Kong: The New Empire (2024). Todas las películas son producidas por Legendary Entertainment.

- Mundo Mágico (franquicia de medios): Basado en la popular serie de libros escritos por J.K. Rowling de Harry Potter y otros desprendidos de la misma saga como Animales fantásticos y dónde encontrarlos. La trama en general cuenta la historia de Harry Potter, un joven mago que junto a sus amigos Hermione Granger y Ron Weasley se verán envueltos en diversas aventuras y resolverán varios misterios a lo largo de sus siete años de estudios en el colegio Hogwarts de magia y hechicería, mientras se preparan para enfrentarse al gran mago tenebroso Lord Voldemort. La primera película llegó a cines en 2001 siendo todo un éxito que continuo hasta 2011 con la última entrega de la historia de Harry Potter, posteriormente la franquicia regreso en 2016 con una precuela que seguiria expandiendo la historia a otros horizontes y se espera que continúe por más años. La primera saga se conforma de ''Harry Potter'' y la Piedra Filosofal (2001), La Camara Secreta (2002), El Prisionero de Azkaban (2004), El Cáliz de Fuego (2005), La Orden del Fénix (2007), El Misterio del Principe (2009), Las reliquias de la Muerte: parte 1 (2010) y culminó con Las reliquias de la Muerte: parte 2 (2011); La segunda saga se conforma de Animales Fantásticos y Dónde Encontrarlos (2016), Los Crímenes de Grindelwald (2018) y Los Secretos de Dumbledore (2022). Está en desarrollo una serie reboot que adaptaría de vuelta la saga de libros en forma de serie de televisión producida y emitida por HBO/Max.
- ''Mad Max'' (Antología): Basados en un futuro apocalíptico, creado por James McCausland y George Miller, marcado por la escasez de agua, petróleo y energía, crisis económica y el caos social, las pandillas de facciones dominan las carreteras de Australia, donde no existe presencia del Estado por la crisis económica. La primera película, Mad Max (1979), vino de la mano de Village Roadshow Pictures y la productora Kennedy Miller Mitchell, a partir de la segunda entrega Warner se apropiaria de la saga trayendo Mad Max 2: The Road Warrior (1981), Mad Max Beyond Thunderdome (1985), Mad Max: Fury Road (2015) y el spinoff-precuela Furiosa: De la saga Mad Max (2024).
- Ocean's (Saga): Un grupo de personas con diferentes habilidades son reunidas por una persona para planear un gran robo. La trilogía se divide en Ocean's Eleven (2001), Ocean's Twelve (2004) y Ocean's Thirteen (2007), años después se estrenó un spinoff femenino de la saga llamado Ocean's 8 (2018).
- Películas de Lego® (Universo cinematográfico): En colaboración con la marca Lego, Warner Animation Group junto a los directores Phil Lord y Christopher Miller crearon una cinta animada basada en la popular línea de juguetes, usando el estilo de sus productos para el diseño de producción y animación pero con una historia y trama originales centradas en el personaje de Emmet Brickowski. La primera entrega, The Lego Movie (2014), fue un éxito lo que hizo que le confirmaran una secuela y dos spinoff. Tres años después llegó The Lego Batman Movie (2017) trayendo otro éxito a la franquicia, pero sería el último ya que The Lego Ninjago Movie (2017) y The Lego Movie 2: The Second Part (2019) terminaron fracasando en taquilla lo que ocasiono que la franquicia ya no fuera rentable para Warner. En 2020 la licencia de Lego expiro y paso a manos de Universal Pictures el cual está desarrollando una tercera parte de la franquicia.[84] Cabe destacar que Warner Bros. Games sigue desarrollando videojuegos de Lego.
- ''The Hangover'' (Trilogía): Todo comenzó con una despedida de soltero en Las Vegas que se salió de control, los protagonistas terminaron con una terrible resaca si recordar nada de lo que habían hecho anoche y preguntándose ¿qué pasó ayer?, por lo que tendrán que ir reparando el desastre que provocaron antes de que comience la boda. Cada nueva película es una nueva resaca comenzando con The Hangover (2009), seguida de The Hangover Part II (2011) y termina en The Hangover Part III (2013).
- Arma Mortal (Saga): Una pareja de detectives conformada por Martin Riggs y Roger Murtaugh cuya destreza para matar y tendencias suicidas los convierten en una arma mortal para cualquiera que obre a su favor, o en su contra. La tetralogía se conforma de Lethal Weapon (1987), Lethal Weapon 2 (1989), Lethal Weapon 3 (1992) y Lethal Weapon 4 (1998) además de una serie de televisión llamada Lethal Weapon producida por Warner pero difundida por Fox.

- ''Dune'' (Saga): En busca de volver a adaptar la historia literaria de las novelas de Dune creadas por el escritor Frank Herbert, Warner junto con el director Denis Villeneuve estrenó Duna: Parte Uno y Duna: Parte Dos donde se nos mostró un mundo de ciencia ficción bélico ambientado en una época futurista dentro de un planeta hostil, Warner Bros. planea adaptar toda la serie de libros junto a la productora Legendary Entertainment, ya se tiene planes para una tercera entrega que buscaría adaptar Dune Messiah. Además de las películas se estrenará una serie para MAX titulada "Dune Prophecy" basada en el libro Sisterhood of Dune.
- Batman de Matt Reeves (Universo cinematográfico): De la mano de Matt Reeves en 2022 se estrenó un nuevo reboot a la franquicia de Batman, donde nos presenta un faceta del personaje más parecida a la versión de Christopher Nolan solo que más aterrizada y con un enfoque detectivesco. Actualmente, además de tener una secuela confirmada en desarrollo, también está en producción una serie spinoff centrado en el personaje de El Pingüino, los CEO de Warner Bros. Discovery ha dicho que una de sus principales prioridades será este potencial nuevo universo por lo que si sigue teniendo éxito podemos esperar muchos proyectos más.
- Looney Tunes (Franquicia): Comenzando con una serie de dibujos animados infantiles de los años 30 que cobraron gran fama a través de las diferentes décadas. Algunos de los personajes más populares de esta franquicia son Porky, Pato Lucas, Elmer Gruñón, Abuelita, Piolín, Silvestre, El Coyote, El Correcaminos, Sam Bigotes, Marvin el Marciano, Pepe Le Pew, Gallo Claudio, Speedy Gonzalez, El Demonio de Tazmania, Lola Bunny y quien es considerado el más emblemático de todos Bugs Bunny cuya figura en la cultura popular es tan reconocida como la de Mickey Mouse. Estos personajes además de ser usados para cortos animados también se les han hecho varias series de larga duración, películas, videojuegos, cómics, entre otras cosas, siendo la serie de Tiny Toons (90's) y la película Space Jam (1996).
- Tom & Jerry (Franquicia): Tom y Jerry son dos personajes animados, un gato (Tom) y un ratón (Jerry), que comenzaron protagonizando un gran número de cortometrajes creados, escritos y dirigidos por William Hanna y Joseph Barbera (anterior a la fama de su empresa Hanna-Barbera). En 1996 Warner Bros. adquirió los derechos después de su fusión con Turner Entertainment y los sigue conservando hasta la fecha. Desde entonces Warner ha seguido creando diversos productos con la IP; uno de los últimos fue una película para cines de Tom y Jerry (2021).
- Personajes de Hanna-Barbera (Franquicias): Hanna-Barbera Productions, Inc. es un estudio de animación fundado por William Hanna y Joseph Barbera, el cual fue responsable de crear una gran cantidad de series animadas a lo largo de su historia, siendo su más popular y exitosa la franquicia de Scooby-Doo, pero también produjeron reconocidas series como Los Picapiedra, The Huckleberry Hound Show, The Yogi Bear Show, Don Gato, Jonny Quest, Los Supersónicos, entre otras. Warner adquirió los remanentes del estudio después de la fusión con Turner Entertainment en 1996.
- Películas de Hanna-Barbera (Universo cinematográfico): Planeada iniciar con la película Scoob, dándole un reinicio a la serie de películas de Scooby-Doo. Las películas serán producidas por Warner Animation Group y Hanna-Barbera.

#### Franquicias de New Line Cinema
Franquicias y sagas creadas o adquiridas gracias a la productora filial de Warner, New Line Cinema:
- El Señor de los Anillos (Saga): Basada en los populares libros escritos por J.R.R. Tolkien con los que entre 2001 y 2003 se adaptaron a 3 películas dirigidas por Peter Jackson en los que se contaba la travesía de la Comunidad del Anillo por destruir el anillo de Sauron y acabar con el mal en la Tierra Media. La trilogía consta de El Señor de los Anillos: La comunidad del Anillo (2001), El Señor de los Anillos: Las Dos Torres (2002) y El Señor de los Anillos: El Retorno del Rey (2003), junto a la trilogía precuela de El Hobbit producidas por Warner Bros; Además está en producción una nueva cinta animada que se ambientará cientos de años antes llamada The Lord of the Rings: The War of the Rohirrim que estaría llegando en 2024, la cual podría tratarse del último producto de la franquicia en ser desarrollado por Warner debido a que en 2022 perdieron los derechos cinematográficos de la obra de Tolkien aunado a que la compañía Middle-earth Enterprises (propietaria de la saga) fue adquirida por Embracer Group.[85]
- ''Pesadilla en la calle Elm'' (Saga): El asesino Freddy Krueger atormentará a sus víctimas por medio de sus sueños, él no puede vivir en el mundo real pero si te mata en tu sueño morirás en la vida real. La sucesión de películas es A Nightmare on Elm Street (1984), A Nightmare on Elm Street 2: Freddy's Revenge (1985), A Nightmare on Elm Street 3: Dream Warriors (1987), A Nightmare on Elm Street 4: The Dream Master (1988), A Nightmare on Elm Street 5: The Dream Child (1989), Freddy's Dead: The Final Nightmare (1991) y Wes Craven's New Nightmare (1994), además de la cinta-evento Freddy vs. Jason (2003) y la adaptación A Nightmare on Elm Street (2010).

- Destino Final (Saga): En cada entrega una persona evita un fatídico accidente que salva su vida y la de un grupo de personas gracias una visión del futuro, esto provoca que la muerte los persiga hasta el final manipulando sus destinos para atraer a cada uno hasta una terrible muerte. La sucesión de películas es Destino Final (2000), Destino Final 2 (2003), Destino Final 3 (2006), Destino Final 4 (2009), Destino Final 5 (2011) y está en desarrollo una posible sexta entrega que estaría planeada estrenarse directamente en HBO Max.
- Mortal Kombat (Franquicia): Basada en la popular serie de videojuegos donde una gran variedad de personajes se enfrentan a muerte en un combate de artes marciales por lograr la victoria, llega en 1995 la primera película Mortal Kombat que fue un éxito en taquilla, a diferencia de su secuela Mortal Kombat: Aniquilation (1997), que fracasó. Más de dos décadas después Warner estreno un reboot de Mortal Kombat (2021) y a pesar de que fracasó en la taquilla (culpa de un estreno híbrido en cines y streaming además de malas críticas) tuvo un primer fin de semana debut bastante fuerte y se convirtió en la película más vista de HBO Max por lo que Warner tiene una secuela en desarrollo.[86] Además de que se han producido varias películas animadas que se fueron directo a DVD y formato digital. Actualmente Warner Bros posee la propiedad de la IP sobre la franquicia para hacer videojuegos, películas, series, cómics y demás.

#### Franquicias de HBO
Franquicias creadas gracias a la cadena de televisión, propiedad de Warner Bros, HBO:
- Universo Extendido de Canción de Hielo y Fuego (Saga televisiva): Basada en la serie de libros de Canción de Hielo y Fuego escritos por George R.R. Martin nació Game of Thrones (2011) una de las series de televisión más exitosas de todos los tiempos que se extendió por 8 temporadas donde contaba la historia de la batalla de diversos personajes por conseguir el Trono de Hierro y así convertirse en el rey de Los Siete Reinos en Westeros después de la muerte del rey Aerys II Targaryen, a finales del reinado del nuevo sucesor Robert Baratheon. Tras la finalización de la serie en 2019, se estrenó una nueva serie spinoff precuela llamada House of the Dragon (2022) (la cual se basa en la novela Fire and Blood, también escrita por George R.R. Martin) centrada en contar los acontecimientos de la Danza de Dragones donde los miembros de la casa Targaryen pelearán por que alguno de ellos se convierta en el digno sucesor del trono de hierro tras la muerte del Rey Viserys I Targaryen; La serie cuenta con dos temporadas. Además una serie Spin-Off titula A Knight of the Seven Kingdoms (2025) basada en la novela homónima (El caballero de los Siete Reinos).

### Franquicias y sagas más taquilleras de Warner Bros.
| Pos. | Serie                                                        | Tipo                     | Recaudación mundial | N.° de películas | Promedio por película | Película más exitosa de la serie                                    | Periodo           | Año de estreno de cada película                                       |
| ---- | ------------------------------------------------------------ | ------------------------ | ------------------- | ---------------- | --------------------- | ------------------------------------------------------------------- | ----------------- | --------------------------------------------------------------------- |
| 1    | Mundo Mágico                                                 | Franquicia de medios     | $9,758,172,283      | 11               | $887,106,571          | Harry Potter y las reliquias de la Muerte: parte 2 ($1,356,962,211) | 2001 - 2022       | 2001, 2002, 2004, 2005, 2007, 2009, 2010, 2011, 2016, 2018 y 2022.    |
| 2    | Universo Extendido de DC                                     | Universo cinematográfico | $7,206,682,570      | 15               | $480,445,505          | Aquaman ($1,152,028,393)                                            | 2013 - 2023       | 2013, 2016 (2), 2017 (2), 2018, 2019, 2020 (2), 2021, 2022 y 2023 (4) |
| 3    | Saga de la Tierra Media: El señor de los anillos y El hobbit | Saga                     | $5,928,025,500      | 6                | $988,004,250          | El Señor de los Anillos: El Retorno del Rey ($1,146,436,214)        | 2001 - 2014       | 2001, 2002, 2003, 2012, 2013 y 2014                                   |
| 4    | Batman                                                       | Franquicia               | $5,661,982,538      | 11               | $514,717,504          | The Dark Knight Rises ($1,085,289,416)                              | 1989 - actualidad | 1989, 1992, 1993, 1995, 1997, 2004, 2005, 2008, 2012, 2019 y 2022     |
| 5    | MonsterVerse                                                 | Universo cinematográfico | $2,522,897,422      | 5                | $504,579,484          | Godzilla y Kong: El nuevo imperio ($571,850,016)                    | 2014 - actualidad | 2014, 2017, 2019, 2021 y 2024                                         |
| 6    | ''Universo cinematográfico de El Conjuro''                   | Universo cinematográfico | $2,404,076,271      | 9                | $267,119,585          | The Nun ($366,082,797)                                              | 2013 - actualidad | 2013, 2014, 2016, 2017, 2018, 2019 (2), 2021 y 2023                   |
| 7    | Matrix                                                       | Saga                     | $1,794,202,366      | 4                | $448,550,592          | The Matrix Reloaded ($741,847,937)                                  | 1999 - 2021       | 1999, 2003 (2) y 2021                                                 |
| 8    | Ocean's                                                      | Saga                     | $1,422,569,780      | 4                | $355,642,445          | Ocean's Eleven ($450,717,150)                                       | 2001 - 2018       | 2001, 2004, 2007 y 2018                                               |
| 9    | The Hangover                                                 | Trilogía                 | $1,418,093,299      | 3                | $472,697,766          | The Hangover Part II ($586,764,305)                                 | 2009 - 2013       | 2009, 2011 y 2013                                                     |
| 10   | ''Dune''                                                     | Saga                     | $1,125,312,376      | 2                | $562,656,188          | Dune: Part Two ($714,644,358)                                       | 2021 - actualidad | 2021 y 2024                                                           |